# Hitomi (cantante)
Hitomi (ヒトミ?, reso graficamente come hitomi), pseudonimo di Hitomi Furuya (古谷 仁美?, Furuya Hitomi; Tochigi, 26 gennaio 1976), è una cantante e attrice giapponese.

## Biografia
Nata a Tochigi, Hitomi si trasferì sin da giovane, insieme alla famiglia, a Kawasaki, nella prefettura di Kanagawa.
Nel 1993 fu scoperta dal produttore discografico Tetsuya Komuro, durante un'audizione per modelle. Nel novembre 1994 uscì il suo primo singolo, intitolato Let's Play Winter, pubblicato dall'etichetta discografica Avex. Il singolo non riuscì però ad entrare nella classifica Oricon, e nemmeno il secondo singolo, We are "Lonely Girl" fu un successo, nonostante sia riuscito ad entrare nelle classifiche Oricon. Il primo successo di Hitomi fu così il terzo singolo, Candy Girl, utilizzato come tema musicale di uno spot pubblicitario per la Kodak, che si piazzò tra le prime venti posizioni dell'Oricon.
Nel 1995 Hitomi pubblicò il suo album d'esordio, intitolato Go to the top, che raggiunse la terza posizione dell'Oricon e vendette più di 400 000 copie. L'anno successivo uscì il secondo album, By Myself, che raggiunse la prima posizione dell'Oricon e vendette più di 800 000 copie, risultando il suo album più venduto.
Nel febbraio 1999 uscì la sua prima raccolta, h, che raggiunse la prima posizione delle classifiche. Nello stesso anno Hitomi e Tetsuya Komuro posero fine al loro rapporto professionale, dopo cinque anni di collaborazione. Probabilmente fu la stessa Hitomi ad interrompere il rapporto, poiché desiderava avere più libertà creativa riguardo alla sua immagine e alla sua musica. La separazione fu amichevole, dato che i due ripresero a collaborare nel 2002, per Song Nation, un progetto benefico atto a raccogliere fondi per le vittime degli attentati dell'11 settembre 2001, componendo la canzone My Planet. Sempre nel 2002, Hitomi si sposò con un dirigente pubblicitario e nel 2003 diede alla luce due gemelli.
A causa del matrimonio e della gravidanza, Hitomi fermò la sua carriera per quasi due anni, durante i quali imparò a suonare la chitarra e completò i suoi studi di salute e nutrizione alla Kanto Gakuin University di Yokohama, per laurearsi nel 2004 in Scienze ambientali e della salute. Per festeggiare i suoi dieci anni di carriera, la Avex mise a disposizione della cantante una casa discografica chiamata Love Life Records.
Nel 2003 Hitomi debuttò come attrice cinematografica, interpretando un ruolo nel film a episodi Life Is Journey. Nel 2006 ottenne il ruolo della protagonista femminile nel thriller Nightmare Detective - Il cacciatore di sogni, diretto da Shinya Tsukamoto, mentre nel 2008 fu nel cast del film drammatico Waiting for the Sun.
Nel 2014 canterà le sigle del nuovo anime ispirato al Tamagotchi, Go-Go Tamagotchi! e apparirà nell'anime in versione Tamagotchi, con il nome di Hitomitchi.

## Discografia[3]
Le note sono indicate dopo il punto e virgola ";".

### Album
- 1995 - Go to the top
- 1996 - By Myself
- 1997 - Déjà-vu
- 1999 - h; Best Album
- 1999  - Thermo plastic
- 2000 - Love Life
- 2002 - Huma-Rhythm
- 2002 - Self Portrait; Best Album
- 2003 - HTM - Tiartrop Fles; Best B-Side Album
- 2004 - Traveler
- 2006 - Love Concent
- 2007 - Peace; Best Album
- 2009 - Love Life 2
- 2011 - Spirit
- 2012 - Möbius

### Singoli
- 1994 - Let's play winter
- 1995 - We are "Lonely Girl"
- 1995 - Candy Girl
- 1995 - Go to the top
- 1996 - Sexy
- 1996 - In the future
- 1996 - By myself
- 1997 - Busy now
- 1997 - Problem
- 1997 - Pretty eyes
- 1998 - Sora
- 1998 - Progress
- 1999 - Someday
- 1999 - Kimi no Tonari
- 1999 - there is...
- 1999 - Taion
- 2000 - Love 2000
- 2000 - Maria
- 2000 - Kimi ni Kiss
- 2001 - Inner child
- 2001 - Is it you?
- 2001 - I am/Innocence
- 2002 - Samurai drive
- 2002 - Understanding
- 2002 - flow/Blader Runner
- 2004 - Hikari
- 2004 - Kokoro no tabibito/Speed Star
- 2005 - Japanese girl
- 2005 - Love Angel
- 2005 - CRAGY MAMA
- 2006 - GO MY WAY
- 2006 - hitomi
- 2008 - Fight for Your Run☆; singolo digitale
- 2009 - WORLD! WIDE! LOVE!

## Filmografia
- Life Is Journey (episodio: No where) di Seiichi Tanabe (2003)
- Nightmare Detective - Il cacciatore di sogni (Akumu Tantei) di Shinya Tsukamoto (2006)
- Waiting for the Sun di Yōko Narahashi (2008)